# Исаков, Вячеслав Михайлович
Исаков Вячеслав Михайлович (17 марта 1945 Ленинград — 1 октября 2014, Санкт-Петербург) — российский инженер, изобретатель и педагог, организатор образования в пенитенциарных учреждениях, крупный методолог и теоретик системы балетного образования, исследователь.

## Биография
В 1967 году окончил Ленинградский государственный военно-механический институт (БГТУ – Военмех) по специальности двигатели летательных аппаратов, инженер-механик.
С 1967 до 1971 года работал на машиностроительном заводе "Красный Октябрь".
В 1971 году был принят инженером НИСа в Северо-Западный политехнический институт. Здесь он успешно совмещал научную работу с педагогической и в 1973 году был принят в очную аспирантуру, которую закончил в 1976 году, защитив кандидатскую диссертацию в 1978 году. Ученая степень кандидата технических наук присуждена диссертационным советом Северо-Западного заочного политехнического института в феврале 1978 года и утверждена ВАК при Совете Министров СССР 28 июня 1978 г.
После окончания очной аспирантуры был распределен в ЦНИИ им. акад. А. Н. Крылова, где работал в области виброшумозащиты корабельного оборудования, продолжая педагогическую работу.
В 1980 году был избран по конкурсу на должность доцента СЗПИ, в 1982 году получил ученое звание доцента по кафедре прикладной механики, присвоенное ВАК при Совете Министров СССР 20 октября 1982 г. Одновременно с педагогической и научной работой вел организационно-методическую работу на уровнях кафедры, факультета, института; являлся членом Совета факультета, членом Ученого и Методического советов института; руководил различными проектами по совершенствованию работы высшей школы в институте, регионе, стране.
В 2001 году ректором Академии Русского балета имени А.Я.Вагановой Л.Н.Надировым назначен проректором по науке и развитию Академии Русского балета им. А.Я.Вагановой, став таким образом первым проректором по науке в истории данного учебного заведения.
В 2006 году получил ученое звание профессора.

## Научный вклад
Был обладателем 14 авторских свидетельств, также являлся инициатором и одним из создателей системы высшего образования в пенитенциарных учреждениях России. Руководство организацией высшего образования для заключенных пенитенциарных учреждений Северо-Западного региона осуществлялась им в рамках гранта Европейского Союза в 1993—2001 гг. и получила положительную оценку.
В Академии Русского балета имени А. Я. Вагановой выступил соавтором создания структуры Академии, как высшего учебного заведения, его нормативно-правовой базы; активно участвовал в организационно-управленческой деятельности по закреплению за Академией впервые среди вузов культуры и искусства статуса «нетипового образовательного учреждения». Усилиями В. М. Исакова в Академии была создана аспирантура по педагогике и искусствоведению, подготовившая к настоящему времени около десяти диссертаций, большинство из которых защищены.
Являлся одним из авторов концепции совершенствования структуры среднего и высшего хореографического образования Российской Федерации, активный руководитель выпусков регулярного подписного издания научных трудов Академии Русского балета имени А. Я. Вагановой — «Вестника АРБ им. А. Я. Вагановой» и других изданий Академии.
В Академии преподавал учебные дисциплины: исследование систем управления, теория управления, теория организации.

## Публикации
Автор более 140 разнообразных научных, научно-методических и учебно-методических трудов, в том числе 93 печатных публикаций, из которых 23 учебно-методических, 28 научных, 28 научно-методических работ, используемых в педагогической практике.
По данным РИНЦ 2013 году вошёл в ТОП-100 цитируемых ученых в области культуры и искусства.

#### Работы в сфере механики, инженерии, инженерного образования
1. Исаков В.М., Григорьев Н.В., Уваров В.П. Исследование инерционно упругих опор с подшипниками скольжения. // Тезисы докладов АН УССР. Киев, 1974
2. Исаков В.М., Григорьев Н.В. Специальные способы и средства виброзащиты машин от воздействий переменной частоты. // Труды СЗПИ № 31. Л., 1975.
3. Исаков В.М., Иевлев В.В. Инженерный расчет упругих элементов кольцевого типа. // Труды СЗПИ № 31. Л., 1975.
4. Исаков В.М. Приближенная оценка эффективности ВИУВ многорежимных роторных машин. // Вопросы судостроения, серия СЭУ, вып. 11. Л.: ЦНИИ «Румб», 1977.
5. Исаков В.М., Тузов Л.В., Грибов С.А. Оценка экономического эффекта от снижения шума и вибрации энергетических машин. Ленинградский межотраслевой центр НТИ и П. Инф. листок 793-77.
6. Исаков В.М., Григорьев Н.В. Структурная интерпретация уравнений динамики многорежимной роторной машины, оснащенной системой внутренней виброзащиты. // Межвузовский сборник «Гидравлические и прочностные характеристики машин» № 195. Пермь, 1977.
7. Исаков В.М., Григорьев Н.В. Возможности разработки ВИУВ роторных машин транспортных средств. // Труды СЗПИ, № 37. Л., 1978.
8. Исаков В.М., Григорьев Н.В. О разработке системы активной виброзащиты роторных машин на частоте вращения. // Доклад на IX конференции ВАК АКИН, секция К-И, М., 1977.
9. Исаков В.М., Федорович М.А. К вопросу о принципах классификации ВЗСиУ машин и механизмов. // Доклад на IX конференции ВАК АКИН. Депон. ВИНИТИ №1739-79 от 16.05.79.
10. Исаков В.М., Григорьев Н.В. Внутренняя ИУВ транспортных машин с переменными режимами. // Тезисы докл. Всесоюзн. НТК по борьбе с шумом и вибр.
11. Исаков В.М. Экономический эффект НИР по снижению шума и вибрации транспортных энергоустановок. // Тезесы докладов Всесоюзной НТК по борьбе с шумом и вибрацией.
12. Исаков В.М. О системах внутренней виброизоляции роторных машин. // Тезисы Акустического семинара. Куйбышев, 1977.
13. Исаков В.М. Средства внутренней виброизоляции и применение их для судового оборудования. // Материалы семинара «Новые ВП материалы». Л., ЛДТП, 1980.
14. Исаков В.М. Изыскание конс. мероприятий по уменьшению структурного шума электрических машин. Научно-технический отчет. СЗПИ. Депон. ВНТИЦ, гос. peг. 1974 г. №71013997. 422 с.
15. Исаков В.М. Разработка внутренней и внешней ИУВ, рекомендаций по их применению и анализ влияния технологических факторов на ВАХ роторных машин. Научно-технический отчет. СЗПИ, депон. ВНТИП. гос. peг. 1976 № 1002463. 365 с.
16. Исаков В.М. Исследование и разработка конструкций узлов внутренней и внешней УИВ и сравнение их эффективности. Научно-технический отчет. СЗПИ, депон. ВНТИП. peг. 1975 № 74039145. 345 с.
17. Исаков В.М. Анализ причин нч-вибрации судовых машин и разработка конс. мероприятий. Научно-технический отчет СЗПИ, депон., гос. peг. 1974, №72004576; 240 с.
18. Исаков В.М. Исследование влияния качества и технологии изготовления роторных машин на их ВАКНТ. Научно-технический отчет. СЗПИ, депон., ВНТИП гос. рег. 1977 № 76035465. 320 с.
19. Исаков В.М. Разработка и исследование системы внутренней виброизоляции многорежимных роторных машин: дис. ... канд. физ.-мат. наук. 1978, Л., СЗПИ. 240 с.
20. Исаков В.М. О связи трибологических процессов в подшипниках скольжения с виброакустическими характеристиками станков. // Тезисы докладов Всесоюз-ной научно-технической конференции «Динамика станков». Куйбышев, июнь 1984 г. Куибышев, 1984.
21. Исаков В.М. О применении анизотропных упругих опор для уменьшения виброактивности роторных машин. // Межвузовский сб. «Прочность, динамические характеристики машин и конструкций». Пермь, ЛЕИ, 1984.
22. Исаков В.М. Исследование влияния условий и длительности эксплуатации на износ подшипников скольжения роторных машин. Отчет по теме. СЗПИ, депон. ВНТИЦ, 1984, гос. per. № 0182.0041104
23. Исаков В.М. Прикладная механика: Методические указания к лабораторным работам. Л., С3ПИ, 1981.
24. Исаков В.М. Теория механизмов и машин: Рабочая программа. Методические указания (для всех специальностей кроме 0531) Л.: С3ПИ, 1982.
25. Исаков В.М. Теория механизмов и машин: Задания на контрольные работы и методические указания по их выполнению. Л.: С3ПИ, 1982.
26. Исаков В.М. Теория механизмов и машин: Методические указания по курсовому проектированию (для всех специальностей, кроме 0531). Л.: С3ПИ, 1982.
27. Исаков В.М. Прикладная механика: Методический комплекс для ФЭА и специальности 0636. Л.: С3ПИ, 1983.
28. Исаков В.М. Комплексный план приобщения студентов, обучающихся без отрыва от производства к научно-техническому творчеству в рамках учебно-воспитательной работы. Л., С3ПИ, 1982.
29. Исаков В.М. Теория механизмов и машин: Методические указания к выполнению лабораторных работ. Л., С3ПИ, 1984.
30. Исаков В.М. Прикладная механика: Методические указаний к курсовому проектированию для специальностей 0803, 0807, 0810. Л., С3ПИ, 1985.
31. Исаков В.М. Прикладная механика: Методический сборник для специальностей 0803, 0807, 0810. Л., С3ПИ, 1985.
32. Исаков В.М. Виброзащита в электромашиностроении. Л.: Энергоатомиздат, 1986.
33. Исаков В.М. Разработка и внедрение учебной САПР по общетехническим дисциплинам, как средство повышения качества учебного процесса. // Межвузовский сборник трудов «Активные методы обучения и качество подготовки специалистов в вузе». Л., 1988.
34. Исаков В.М. Снижение вибрации элементов конструкций машин с помощью виброгасящих панелей. // Тезисы докладов II Всесоюзной конференции «Проблемы виброизоляции машин и приборов». Иркутск, 1989.
35. Исаков В.М. Средства пассивной и активной виброзащиты роторных машин от оборотной вибрации и особенности их применения. // Тезисы докладов II Всесоюзной конференции «Проблемы виброизоляции машин и приборов», Иркутск, 1989.
36. Исаков В.М. Анализ эффективности внутренних средств снижения виброшумоактивности электрических машин. // Сборник научных статей «Проблемы акустической экологии», ч. II. Л.: Стройиздат, 1990.
37. Исаков В.М. О проектировании низкочастотных виброизолирующих креплений. // Материалы НТС «Охрана труда и научно-технический прогресс» Л.: ЛДНТП, 1989 г.
38. Исаков В.М. Разработка схем и способов эффективной внутренней виброизоляции роторных машин судов, виброизоляции системы ТФО электростанций. Отчет по госбюджетной теме ГПМ-647-83. СЗПИ, депон. ВНТИЦ, гос. Регистр. № 01830001449, 1985 г. 120 с.
39. Исаков В.М. Изыскание технических решений по виброзащите стальной колонны и твердого тела на виброактивном основании Отчет по теме МФ-509 СЗПИ, депон. ВНТИЦ. Гос. регистр от 1989 г. №01880039088 205 с.
40. Исаков В.М. Разработка методов расчета систем виброзащиты машин и оборудования на основе системного подхода к анализу динамически сложных механических систем Отчет по теме Г-нф-691-87 СЗПИ, депон. ВНТИЦ. Гос. Рег. № 01870058189 от 1989 г. 65 с.
41. Исаков В.М. Прикладная механика: Метод. комплекс для ЭФ и ФИСУ. Л., СЗПИ, 1987.
42. Исаков В.М. Прикладная механика: Метод. указания к курсовому проектирование для ХТМ Л., СЗПИ, 1990.
43. Исаков В.М. Исследование и разработка методических рекомендаций по эффективному использованию учебной литературы с другими средствами обучения. Отчет по госбюджетной теме СЗПИ. Гос. Регистр № 0187.0.07365 Л., 1989 г. 160 с.
44. Исаков В.М. О письменном конспекте лекций по общетехнической дисциплине как средстве организации самостоятельной работы студентов при дистанционном обучении. // Сб. «Дистанционное обучение: структура и технология». Л.: СЗПИ, 1994.
45. Исаков В.М. EDU – CARE Преимущества дистанционной образовательной системы в инженеростроении. // Издание Russion/Britisch Coope-ration in Higher Edu-cation 23-25.09.1996.
46. Исаков В.М., Барсуков В.Н. Пневмогидровиброизолятор для энергооборудования транспортных средств. // Сб. «Машиностроение и автоматизация производства». СПб.: СЗПИ, 1996.
47. Исаков В.М. Анализ эффективности и основных параметров пневмовиброизолятора для энергооборудования транспортных средств. // Сб. «Машиностроение и автоматизация производства». СПб.: СЗПИ, 1996.
48. Исаков В.М., Воронова Л.Г О подходах к расчету и конструированию малошумных машин и механизмов. // Сб. «Машиностроение и автоматизация производства» № 5. СПб.: СЗПИ, 1997.
49. Исаков В.М. О развитии современных тенденций менеджмента высшей школы непрерывных формах обучения. // Материалы Международной конференции «Современные технологии обучения», т. 1. Спб.: ЛЭТУ, 1997.
50. Исаков В.М. О возможностях стимулирования работ по снижению акустического загрязнения окружающей среды. // Сб. «Машиностроение и автоматизация производства» Вып. 10. Спб.: СЗПИ, 1998.
51. Исаков В.М. Прикладная механика: Методический сборник для специальностей энергетического и машиностроительного факультетов. СПб, СЗПИ, 1994.
52. Исаков В.М. Прикладная механика: Рабочая программа. Задания на контрольные работы. СПб, СЗПИ, 1996.
53. Исаков В.М. Методическое обеспечение тестового контроля по дисциплинам кафедры ТиПМ. Отчет СЗПИ по научно-методической теме 01.01.1996-31.12.1998.
54. Исаков В.М. Прикладная механика: Курсовое проектирование для спец. 1104, 2501, 2502, 3302. СПб.: СЗТУ, ЛЭТИ, 2001.
55. Исаков В.М. Прикладная механика: Методические указания для выполнения лабораторных работ для всех специальностей. СПб.: СЗТУ, 2001.

#### Работы в сфере адаптации вышедших из заключения
1. Исаков В.М. Как устроиться на работу: Учебное пособие. СПб.: СЗПИ, 2000. 48 с.
2. Исаков В.М. Как начать собственное дело. СПб.: СЗПИ, 2000. 122 с.
3. Исаков В.М. Значение для осужденных курса «Как устроиться на работу» и практика его проведения. // Сб. материалов по проекту «Образовательные программы для осужденных как средство их социальной адаптации». Институт «Открытое общество». СПб.: СЗТУ, 2000.
4. Опыт СЗТУ в подготовке осужденных к будущей предпринимательской деятельности // Сб материалов по проекту «Образовательные программы для осужденных». СПб., СЗТУ, 2000
5. Исаков В.М. Опыт преподавания основ предпринимательства контингенту пенитенциарных учреждений. // Сб. докладов юбилейной научно-технической конференции 6-9 сент. 2000 г. СПб., 2001.
6. Исаков В.М. Об опыте дистанционного обучения основам предпринимательской деятельности спецконтингента пенитенциарных учреждений. // Сб РАПН «Образование в регионе», вып. 5. Тамбов, 2000.
7. Исаков В.М. Значение и опыт дистанционного обучения по курсу «Как устроиться на работу» на примере учебных групп в местах заключения. // Материалы VII международной конференции «СТО-2001». СПб, 2001.
8. Исаков В.М. Адаптация осужденных в рыночном трудовом поле (опыт дистанционного обучения). // Материалы VIII международной конференции «СТО-2002». СПб, 2002.
9. Исаков В.М. Практика дистанционного обучения основам предпринимательской деятельности спецконтингента пенитенциарных учреждений. // Материалы Международной конференции «Современные технологии обучения», т. 2. СПб,: ЛЭТУ, 1998.
10. Исаков В.М. Практика и проблемы развития современных тенденций менеджмента высшей школы при безотрывных формах обучения. // Сб. «Информационные технологии в дистанционном обучении». СПб.: СЗПИ, 1998.
11. Исаков В.М. Некоторые итоги дистанционного обучения спецконтингента пенитенциарных учреждений основам предпринимательской деятельности. // Материалы 5-й Международной конференции «Современные технологии обучения», т. 3. СПб,: ЛЭТУ, 1999.

#### Работы в сфере балетного образования
1. Исаков В.М. О признании статуса нетипового образовательного учреждения за академиями балета, обучающими граждан с выдающимися способностями. //  Материалы VIII международной конференции «СТО-2002». СПб, 2002.
2. Исаков В.М., Надиров Л.Н., Асылмуратова А.А. Проблемы становления нетипового образовательного учреждения в ходе реформирования системы образования России. // Материалы V Международной научно-практической конференции «Качество образования». – СПб., 2002.
3. Исаков В.М., Надиров Л.Н.  Проблемы развития образовательного права в Российских вузах на базе столетий опыта подготовки специалистов искусства балета. // Материалы V Межрегиональной научн.-практ. конференции. Смольный, 12-14 марта 2002 г. СПб. 2002.
4. Исаков В.М. Педагогические и правовые проблемы сохранения и развития хореографического образования. // Материалы Х Международной конференции «Ребенок в соврем. мире». 16-18 апр. 2003 г. СПб.: СПбГПУ, 2003.
5. Исаков В.М., Надиров Л.Н.  В Академии Русского балета имени А.Я. Вагановой впервые открывается аспирантура. // Вестник Академии Русского балета име-ни А.Я. Вагановой. – СПб. 2004. – № 13.
6. Исаков В.М., Асылмуратова А.А., Чураева М.А. Об упорядочении образовательного и ООП подготовки специалистов по профессии «артист балета» с учётом традиций, опыта и современных требований высшей школы. // Материалы Между-народной научн.-практ. конференции «Культурное пространство России». Февраль 2004 г. Тамбов. Тамбов. 2004
7. Исаков В.М., Асылмуратова А.А. Судьбы детей с выдающимися способностями в контексте современных проблем обучения и воспитания артистов балета. // Материалы XI Международной конференции «Ребенок в соврем. мире 21-23 апреля 2004 г. СПб., СПбГПУ, 2004.
8. Исаков В.М., Асылмуратова А.А. Основы организации эффективных систем в театр.-концерт. и образоват. сфере искусств (Гриф Минобразнауки). СПб.: АРБ, 2005.
9. Исаков В.М. Хореографическое образование: Учебное пособие (Гриф Минобразнауки) / Под общей редакцией А. В. Фомкина. СПб.: АРБ, 2005.
10. Исаков В.М. Исследование систем управления в организациях зрелищных искусств: Учебное пособие (Гриф Минобразнауки). СПб.: АРБ, 2005.
11. Исаков В.М. Исследование систем управления: Рабочая программа и методические указания. СПб.: АРБ, 2005.
12. Исаков В.М. Теория организации: Рабочая  программа и методические указания. СПб.: АРБ, 2005.
13. Исаков В.М. Экономика и правоведение: Рабочая  программа и методические указания. СПб.: АРБ, 2005.
14. Исаков В.М., Юрьев М.Б. Проблемы реализации прав и обязанностей несовершеннолетних детей в нетиповом образовательном учреждении на примере Академии Русского балета имени А.Я. Вагановой. // Материалы XII Международной конференции «Ребенок в соврем. мире». 20-22 апреля 2005. СПб.: СПбГПУ. 2005. – Т. 32. – С. 703-708.
15. Исаков В.М., Дорофеева В.А. Опыт разработки концепции развития Академии Русского балета имени А.Я. Вагановой. // Хореографическое образование на рубеже XXI века. Материалы Всероссийской научн.-практ. конф. 28-29 апреля 2005 г. Тамбов. Тамбов, 2005.
16. Исаков В.М., Асылмуратова А.А.  Особенности формирования системы качества образования в Академии Русского балета имени А.Я. Вагановой. // Хореографическое образование на рубеже XXI века. // Материалы Всероссийской научн.-практ. конф. 28-29 апреля 2005 г. Тамбов. Тамбов, 2005.
17. Исаков В.М. Академия Русского балета имени А.Я. Вагановой – нетиповое образовательное учреждение высшей категории. // Вестник Академии Русского балета имени А.Я. Вагановой. СПб., 2006. – №16. – С. 19-33.
18. Дорофеева В.А., Исаков В.М., Фомкин А.В. Комплексная оценка деятельности вуза «Академия Русского балета имени А.Я. Вагановой» (2001-2008). // Вестник Академии Русского балета имени А.Я. Вагановой. СПб., 2006 – №16 – С. 7-18.
19. Исаков В.М., Фомкин А.В. Эволюция хореографического образования в России для детей с 9-10 лет и возможности его упорядочивания в современных условиях. // Материалы XIV Международной конференции «Ребенок в современном мире. Процессы модернизации отечественного образования». 18-20 апреля 2007. СПб., 2007.   С. 282-288.
20. Исаков В.М., Фомкин А.В. Балетное образование: от ремесленной школы к нетиповому вузу. // Высшее образование в России. 2007. – № 7. – С.145-150.
21. Асылмуратова А.А., Исаков В.М. Особенности системы обеспечения качества образования в Академии Русского балета имени А.Я. Вагановой и направления её дальнейшего развития. // Вестник Академии Русского балета имени А.Я. Вагановой.  СПб., 2007 – № 18 – С. 99-129.
22. Исаков В.М., Шикин Ю.М. Методическое пособие по подготовке к кандидатскому экзамену «История и философия науки» (для аспирантов и соискате-лей). // Федеральное государственное образовательное учреждение высшего профессионального образования «Академия Русского балета имени А.Я. Вагановой». СПб., 2007.
23. Исаков В.М. О новой редакции Устава Академии. // Вестник Академии Русского балета имени А.Я. Вагановой. СПб., 2007 – № 18 – С. 15-29.
24. Исаков В.М. Проблема взаимодействия поколений в разнообразных сферах человеческой деятельности в контексте информационной глобализации. // Детство в глобальном информационном пространстве. Материалы Международной конференции «Конфликт поколений в контексте информационной глобализации». 18-20 апреля 2007. СПб., 2007. – С. 90-93.
25. Исаков В.М. Основные проблемы в образовательном правовом поле искусства балета, ограничивающие его доступность для детей и подростков с выдающимися способностями. // Социокультурные процессы и глобализация. Материалы Международной конференции «Глобальный мир: гуманитарный кризис или момент развития». СПб., 2008. – С. 310-315.
26. Дорофеева В.А., Исаков В.М. Хореографическое искусство и нетиповые проблемы образования артистов балета. // Социокультурные процессы и глобализация. Материалы Международной конференции «Социализация личности в глобаль-ном мире». СПб., 2008. – С. 98-102.
27. Асылмуратова А.А., Исаков В.М. Художественно-творческое образование и его отличительные признаки для хореографического искусства. // Искусство и дети. Материалы XV Международной конференции «Ребенок в современном мире. Искусство и дети». 16-18 апреля 2008. СПб., 2008. – Т. 40. – С. 138-143.
28. Фомкин А.В., Исаков В.М., Юрьева М.Н. Проект глоссария хореографического образования. // Вестник Академии Русского балета имени А.Я. Вагановой. СПб., 2008 – № 20 – С. 76-91.
29. Исаков В.М. Принципы системности и преемственности, реализуемые в современных организациях хореографического образования (на примере Академии Русского балета имени А.Я. Вагановой) // Труды 1 Международной МПК «Хореографическое образование: Россия и Европа. Современное состояние и перспективы». 28-30 апреля 2008. СПб., 2009. – С. 53-65.
30. Дорофеева В.А., Исаков В.М. О развитии перечня «балетных» профессий в России в соответствии с реформой образовательной системы (на примере Академии Русского балета имени А.Я. Вагановой). // Материалы Международной конференции «Социализация личности в глобальном мире». СПб., 2009. – С. 34-38.
31. Исаков В.М., Шур Э.Б О подходе к разрешению проблемы организацион-ноуправленческой деятельности в театрально-концертной сфере. // Вестник Академии Русского балета имени А.Я. Вагановой. СПб., 2009 – № 21 – С. 66-77.
32. Исаков В.М., Г.К. Лебедева. Некоторые результаты работы аспирантуры Академии Русского балета имени А.Я. Вагановой и проблемы её развития в условиях реформирования системы хореографического образования. // Вестник Академии Русского балета имени А.Я. Вагановой. СПб., 2009 – № 22 – С. 59-64.
33. Исаков В.М. К вопросу о роли музыкального образования как подсистемы потенциала артиста балета. // Материалы Международной научно-практической конференции 11-12 апреля 2010. СПб.: РГПУ им. А.И. Герцена. 2010.
34. Исаков В.М. Хореографическое образование как нетиповой, интегративный феномен, включающий музыкально-исполнительское искусство (на примере Академии Русского балета имени А.Я. Вагановой). // Материалы Международной научно-практической конференции 27-29 ноября 2008. СПб.: РГПУ им. А.И. Герце-на. – С. 161-165.
35. Дорофеева В.А., Исаков В.М. Основные требования к формированию духовно-нравственной подсистемы потенциала будущего артиста балета. / Материалы XVII Международной конференции «Ребенок в современном мире. Духовные гори-зонты детства». 21-23 апреля 2010. СПб., 2010.
36. Исаков В.М. Управление и организация в хореографическом искусстве. // Искусство и образование. 2009. – №4 (60). – С. 157-162.
37. Исаков В.М. О научно-исследовательских проектах Академии Русского балета имени А.Я. Вагановой до 2015 года. // Вестник Академии Русского балета имени А.Я. Вагановой. СПб., 2010 – № 23.
38. Исаков В.М. Подход к управлению качеством образования в Академии Русского балета имени А.Я. Вагановой. // Известия Самарского научного центра Российской академии наук. Самара: Изд-во Самарского научного центра РАН. – 2010.
39. Исаков В.М. Практика образования будущих специалистов балета. // Alma-mater. Вестник высшей школы, № 10, 2012.
40. Исаков В.М. Информационный подход к системному объекту в хореографии – спектаклю. // Вестник Академии Русского балета имени А.Я.Вагановой. СПб, 2012 – № 27.
41. Исаков В.М. К вопросу о качестве образования в хореографии //Вестник Академии Русского балета имени А.Я. Вагановой. СПб., 2012 – № 28.
42. Исаков В.М. Специфические особенности управления хореографическим образованием. // Профессиональное образование в России и за рубежом. М., 2012 – № 2.
43. Исаков В.М. Личностно-ориентированный подход и интеграция учебного процесса в хореографическом образовании. XXI век: «Человек, общество, наука» Сб. научных статей, вып. 13. / Под ред. профессора О.Ю. Ефремова. СПб.: Лема, 2012.
44. Исаков В.М. О предпосылках создания полного цикла инновационного процесса в Академии балета. // Профессиональное образование в России и за рубе-жом. 2012. – № 1 (50).
45. Исаков В.М. Проблемы права в хореографическом образовании. //Право и образование 2012. – №7 (июль),
46. Исаков В.М. Исследование опросов обучающихся и выпускников, раскрывающих интеграцию нетипового учебного процесса в хореографическом вузе. // Вестник Академии Русского балета имени А.Я. Вагановой. СПб, 2013 – № 29 (1).

#### Авторские разработки
1. Исаков В.М. Демпферная опора вала. Авторское свидетельство № 498424.
2. Исаков В.М. Двухкаскадный амортизатор. Авторское свидетельство № 528398.
3. Исаков В.М. Виброгасящая роторная опора. Авторское свидетельство № 551465.
4. Исаков В.М. Виброизолирующее устройство для подшипников. Авторское свидетель-ство № 561034.
5. Исаков В.М. Демпферная опора вала. Авторское свидетельство № 47471
6. Исаков В.М. Демпферная опора вала. Авторское свидетельство № 662753
7. Исаков В.М. Упругая опора. Авторское свидетельство от 02.03.1981 г. № 842262
8. Исаков В.М. Устройство для виброизоляции. Авторское свидетельство от 23.02.1982 г. № 937821
9. Исаков В.М. Сферический шарнир. Авторское свидетельство от 08.12.1986 № 1302041
10. Исаков В.М. Виброизолирующая панель. Авторское свидетельство от 01.03.87 №1320356
11. Исаков В.М. Виброизолирующая подвеска. Авторское свидетельство от 01.07.87 № 1348600
12. Исаков В.М. Глушитель шума. Авторское свидетельство от I5.02.88 № 1402735
13. Исаков В.М. Виброизолятор. Авторское свидетельство от 08.02.90 № 1569459
14. Исаков В.М. Опора вала. Авторское свидетельство от 22.06.89 № 1516663